# كأس هولندا السياحية 2001
كأس هولندا السياحية 2001 هو سباق دراجات نارية أقيم بتاريخ 30 يونيو 2001 في حلبة أسن تي تي. كان الجولة السابعة من أصل 16 في سباق الجائزة الكبرى للدراجات النارية موسم 2001. فاز الإيطالي ماكس بياجي بفئة 500 سي سي بينما جاء الإيطالي فالنتينو روسي في المركز الثاني وحصل على المركز الثالث الإيطالي لوريس كابيروسي.

## وصلات خارجية
- الموقع الرسمي